# Poonamallee
Poonamallee là một thị xã của quận Thiruvallur thuộc bang Tamil Nadu, Ấn Độ.

## Địa lý
Poonamallee có vị trí 13°03′B 80°07′Đ / 13,05°B 80,11°Đ Nó có độ cao trung bình là 25 mét (82 feet).

## Nhân khẩu
Theo điều tra dân số năm 2001 của Ấn Độ, Poonamallee có dân số 42.522 người. Phái nam chiếm 52% tổng số dân và phái nữ chiếm 48%. Poonamallee có tỷ lệ 77% biết đọc biết viết, cao hơn tỷ lệ trung bình toàn quốc là 59,5%: tỷ lệ cho phái nam là 83%, và tỷ lệ cho phái nữ là 71%. Tại Poonamallee, 11% dân số nhỏ hơn 6 tuổi.